# Звездинский, Михаил Михайлович
Михаил Михайлович Звездинский (настоящая фамилия Дейнекин; род. 6 марта 1945, Люберцы, Московская область, СССР) — советский и российский певец, музыкант и композитор, популярный исполнитель русского шансона.

## Биография
Отец Михаил Евгеньевич Дейнекин и дед Евгений Павлович Дейнекин (юнкер царской армии) были расстреляны. Мать Лидия Семёновна Дейнекина также была репрессирована и, будущего артиста воспитывала бабушка — дворянка, окончившая Смольный институт благородных девиц. Она и привила внуку любовь к дореволюционной России. По мотивам её рассказов о жизни в Российской империи, офицерах, деде Звездинского и гражданской войне и были написаны песни белогвардейского цикла. Первой из них был романс «Вас ждёт Париж», написанный в 1960 году.
Окончил музыкальное училище по классу ударных инструментов. C 15 лет начал выступать в различных клубах, кафе и на танцплощадках.
В 1962 году по ч. 2 ст. 144 УК РСФСР был осуждён на два года условно за кражу машины и драгоценностей, до вынесения приговора полгода провёл в тюрьме. Повторно был осуждён в 1966 году на три года за дезертирство. Как утверждал сам Звездинский, свой первый срок он получил в результате провокации КГБ — после концерта в кафе «Аэлита» поклонница предложила поехать к ней домой, чтобы попеть под гитару, через 500 метров автомобиль был остановлен милицией, водитель и девушка сбежали, а музыкант, находившийся на заднем сиденье с гитарой в руках, был обвинён в краже как машины, так и вещей, находившихся в багажнике. Второй срок получил, когда сбежал из войсковой части в Томске, где служил в военном ансамбле, в Москву, после того как получил телеграмму, что у матери инфаркт, а командование части отказалось предоставлять ему краткосрочный отпуск. С его слов, он был первым, кто открыл в Москве первый ночной клуб, подпольно функционировавший на базе ресторана «Сатурн» на улице Кирова (ныне улица Мясницкая). Входные билеты стоили 200 рублей, что было существенно больше средней советской зарплаты, посетителями были фарцовщики и теневики, а выступали для них лучшие звёзды советской эстрады. Затем аналогичные клубы он организовал на базе ресторанов в ближнем Подмосковье.
В 1973 году получил ещё три года за изнасилование иностранной гражданки. Арест произошёл на борту теплохода, следовавшего из Одессы в Батуми. Как утверждает сам Звездинский, женщина была его близкой подругой, гражданкой Италии и после его задержания её немедленно депортировали из СССР
В 1970-е увлекался модным в то время каратэ.
В 1980 году им записаны первые концерты с ВИА «Фаворит» и ВИА «Джокер».
В 1980 году получил шесть лет за дачу взятки и частное предпринимательство. Наказание отбывал в Бурятии — в ИК-5 в Цолге, затем — в КП-6 в Заиграевском районе. По версии газеты «МК», «с остальными осуждёнными прилежно возводил административный корпус Новобрянского завода и охотно участвовал в художественной самодеятельности. А затем и вовсе стал музыкантом дома культуры — не без помощи его работников. Играл с местным ансамблем, рассказывал здешним жителям о советской эстраде, её звёздах — своих друзьях и закулисной жизни. Он „очаровал и околдовал“ всех, особенно девушек и женщин, к которым относился крайне почтительно и внимательно. Гостя у сельчан, Мих-Мих (так его называли) парился в бане, угощался деревенской сметаной, пел под чешскую гитару, учил правильно пить кофе, варил грог с яблоками и подавал его со свечами».
В 1986 году, находясь в исправительно-трудовом колонии, записал концерт «На зоне в две гитары», в который вошли песни «Идут на север» (слова — неизвестно), «Сын поварихи и лекальщика», «Растратчиков везут из Ленинграда» (слова — неизвестно), «Расскажу о своём», «По плану родился», «Окончен процесс», «Голуби летят над нашей зоной» (слова — неизвестно), и многие другие.
В общей сложности, провёл в местах лишения свободы 16 лет. В 1988 году Звездинский вернулся в Москву и начал активную творческую деятельность.
С 1990-х годов проживает в Подмосковье, в престижных стародачных местах Рублевки — сперва на Николиной горе, затем в Жуковке, где, по состоянию на 1999 год, снимал полдома на пару с режиссёром и актером Олегом Табаковым.
В августе 2017 года домен персонального сайта Михаила Звездинского, принадлежавший ему с 2002 года, был выставлен на продажу регистратором и, по состоянию на октябрь 2018 года, продавался за 24 000 рублей.

## Творчество
Михаил Звездинский является зарегистрированным в Российском авторском обществе автором песен «Поручик Голицын» (автор текста в исполнении Звездинского неизвестен), «Сгорая, плачут свечи», «Очарована, околдована» (музыка Александра Николаевича Лобановского, слова Николая Заболоцкого), «Идут на север» (слова — неизвестно) «Волки», «Сенокос», «Мы выходим в атаку», «Увяли розы», «Мальчики-налётчики», «Кошка чёрная», «Бацилла и чума» (слова — неизвестно) и других, хотя во многих случаях его авторство вызывает сомнение.

## Семья
- Жена — Нонна Звездинская, с ней познакомился в 1979 году во время выступления в ИСАА, где та училась. После того как Звездинский был осужден в четвёртый раз — за незаконную организацию концертов, будущая супруга в 1981 году приехала к нему в колонию в Бурятию, а затем поселилась в соседнем поселке, устроившись там на работу сельской учительницей[7].
- Сын — Артём Звездинский, управляющий московским клубом Soho rooms. Первоначально родители дали ему имя «Арт», однако позднее по настоянию бабушки и дедушки, оно было изменено на более привычное «Артём»[8][9].

## Дискография
- 1980 — С ансамблем «Фаворит»
- 1980 — С ансамблем «Джокер»
- 1986 — На зоне в две гитары
- 1990 — Don’t lose your courage
- 1991 — За кордоном Россия
- 1992 — Golden hits
- 1993 — След любви
- 1994 — Очарована, околдована
- 1995 — Не падайте духом
- 1996 — Кремлёвский полк
- 1996 — Волки
- 1996 — Эх, Россия
- 1996 — Связь без границ
- 1996 — Комстар
- 1997 — Московское метро
- 1997 — Мы Сибирью рождены
- 1998 — А путь и долог, и далёк
- 1998 — В тебе живёт поэт
- 1998 — Дыхание любви
- 2000 — Россия XXI век
- 2002 — Москва-Питер
- 2003 — Пивной король
- 2004 — Вперед и вверх
- 2005 — Горячее сердце
- 2006 — Фениксу
- 2007 — Предъявите права
- 2008 — The Best
- 2009 — The Best (mp3)
- 2010 — Олимпийская колея
- 2011 — Верьте в светлые мечты
- 2012 — Ингеоком

## Фильмография
- 1991 — Штемп — певец в ресторане + вокал